# AltCensored
AltCensored е сайт за видео споделяне, безпристрастен каталог от 187322 ограничени материали, премахнати цензурирани видеоклипове в „Ютюб“ в 9652 наблюдавани канала, от които 2349 са изтрити, а 252 се архивират в случай на изтриване (към 17 януари 2022 г.).
Сайтът стартира през февруари 2019 г. Причината за създаването му е прилаганата политика на YouTube, чрез която се премахват видеоклипове, които нарушават техните постоянно променящи се и произволно прилагани правила на общността, докато създателите на материали все повече се „самоцензурират“, опитвайки се да избегнат предупреждения и прекратяване на каналите си.
AltCensored се опитва да предостави на обществото в интернет възможност да съхраняват и защитават съдържание, което, изглежда, е основна цел за цензура, обикновено когато създателят на съдържание или каналът предоставя информация, ресурси или видеоклипове, които корпорациите считат за „омразна реч“.